# Best Of (album Milk Inc.)
Best Of – piąty album kompilacyjny w karierze zespołu Milk Inc., został wydany jako pojedynczy oraz podwójny CD. Zawiera najlepsze single od 1996 r., w tym „Sunrise”, z roku 2007. Wydanie dwupłytowe zawiera rzadkie remiksy. W roku 2007 zdobył status złotej płyty, a w 2008 – platynowej płyty.

## Lista utworów
CD 1
1. „Sunrise” – 3:33
2. „Run” – 3:33
3. „Never Again” – 3:20
4. „Whisper” – 3:40
5. „Walk on Water” – 3:13
6. „Time” – 3:12
7. „Breathe Without You” – 3:37
8. „Inside of Me” – 3:18
9. „Sleepwalker” – 3:30
10. „Livin' a Lie” – 3:23
11. „The Sun Always Shines on TV” – 4:02
12. „Land of the Living” – 3:18
13. „In My Eyes” – 3:32
14. „Blind” – 3:59
15. „Promise” – 3:06
16. „I Don’t Care” – 3:06
17. „Tainted Love” – 3:06
18. „Oceans” – 3:06
19. „No Angel” – 3:20
20. „La Vache” – 3:06
21. „Go to Hell” – 3:43

CD 2
1. „W.O.O.W.”
2. „Cowmen”
3. „Positive Cowstrophobia”
4. „Inside of Me (DJ Philip, Wout & Jan Remix)”
5. „In My Eyes (DJ Philip Radio Edit)”
6. „Oceans (Pulsedriver remix)”
7. „Walk on Water (Peter Luts remix)”
8. „Never Again (Penxten vs Vandueren remix)”
9. „Wide Awake (Kevin Marshall remix)”
10. „Sleepwalker (DJ Philip remix)”
11. „The Sun Always Shines on TV (Vanduren & Vanhoyland remiks)”
12. „Whisper (Deep mix)”
13. „Saxy-Motion (Live at Sportpaleis)” (Utwór dodatkowy)